# Starring Rosi
Starring Rosi ist ein Studioalbum der Berliner Krautrock-Gruppe Ash Ra Tempel aus dem Jahr 1973. Es ist das fünfte Album der Band und das erste für das neue deutsche Plattenlabel Kosmische Musik.

## Entstehungsgeschichte
Das gesamte Album wurde von Manuel Göttsching ohne weitere Bandmitglieder eingespielt. Die zusätzlichen Instrumente kamen von Produzent Dieter Dierks und dem Schlagzeuger Harald Grosskopf. Den Gesang bzw. die erzählerische Führung in einzelnen Titeln übernahm Göttschings Freundin, das Berliner Fotomodell Rosemarie „Rosi“ Müller, nach der das Album auch benannt ist.
Die sehr sphärisch und entspannt gehaltene Platte wurde im Juli und August 1973 in den Dierks Studios in Stommeln aufgenommen und abgemischt. Das Album erschien im selben Jahr auf dem Plattenlabel Ohr unter der „Supervision“ von Rolf-Ulrich Kaiser.
Die Plattenhülle weist auf der Rückseite folgende Widmung auf: Dedicated to W.M., Gitti, Ilja, Manuel.

## Rezeption
Der Rezensent Andreas Pläschke fühlte sich beim Hören der Auftaktnummer Laughter Loving „sofort an eine Jam der Grateful Dead erinnert“. John Bush gab der Platte auf Allmusic drei (von fünf) Sternen und meinte, obwohl das Album nach einer Schulstunde schmecke, bei der Göttsching die verschiedenen Stilrichtungen zeigt, die er beherrscht, hält das Album diese Vielfalt erstaunlich gut zusammen.

## Titelliste
Seite A
1. Laughter Loving (Manuel Göttsching) – 8:00
2. Day-Dream (Manuel Göttsching, Rosi Müller) – 5:21
3. Schizo (Manuel Göttsching) – 2:47
4. Cosmic Tango (Manuel Göttsching, Rosi Müller) – 2:06

Seite B
1. Interplay of Forces (Manuel Göttsching, Rosi Müller) – 8:58
2. The Fairy Dance (Manuel Göttsching) – 3:07
3. Bring Me Up (Manuel Göttsching, Rosi Müller) – 4:33

## Besetzung
- Manuel Göttsching – Gitarre, Gesang, 12-saitige und sechssaitige akustische Gitarre, E-Bass, E-Piano, Mellotron, Synthesizer, Congas
- Rosemarie Müller – Stimme und Gesang, Vibraphon, Harfe, Texte (unter dem Kürzel „Rosi“)

Gastmusiker und Produktion
- Harald Großkopf – Schlagzeug
- Dieter Dierks – Bass, Percussion bei Bring Me Up, Chorus Arrangement bei Day-Dream, Aufnahmeleiter
- Heiner Friesz – Tontechniker
- Claus Kranz – Fotografie
- Peter Geitner – Cover-Gestaltung
- Rolf-Ulrich Kaiser – Supervision

## Einzelbelege
1. ↑  Ulrich Adelt: Krautrock. German Music in the Seventies. University of Michigan Press, Ann Arbor 2016, S. 101.
2. ↑  Starring Rosi auf den Babyblauen Seiten.
3. ↑  AllMusic Review by John Bush.